# Тенаки-Спрингс
Тенаки-Спрингс (англ. Tenakee Springs, тлингит. Tlaaguwu Aan) — город в зоне переписи населения Хуна-Ангун, штат Аляска, США. Население по данным переписи 2010 года составляет 131 человек.

## История
Получил статус города 26 октября 1971 года.

## География
Расположен в восточной части острова Чичагова, на северном берегу бухты Тенаки, примерно в 72 км к юго-западу от столицы штата, города Джуно. Площадь города составляет 49,5 км², из них 35,7 км² — суша и 13,8 км² — водные поверхности.

## Население
По данным переписи 2000 года, население города составляло 104 человека. Расовый состав: белые — 87,50 %; коренные американцы — 2,88 %; азиаты — 0,96 %; уроженцы островов Тихого океана — 0,96 %; представители других рас — 1,92 % и представители двух и более рас — 5,77 %. Латиноамериканцы любой расы составляли 2,88 % населения.
Из 59 домашних хозяйств в 16,9 % — воспитывали детей в возрасте до 18 лет, 39,0 % представляли собой совместно проживающие супружеские пары, в 5,1 % семей женщины проживали без мужей, 52,5 % не имели семьи. 47,5 % от общего числа семей на момент переписи жили самостоятельно, при этом 13,6 % составили одинокие пожилые люди в возрасте 65 лет и старше. В среднем домашнее хозяйство ведут 1,76 человек, а средний размер семьи — 2,46 человек.
Доля лиц в возрасте младше 18 лет — 13,5 %; лиц в возрасте от 18 до 24 лет — 5,8 %; от 25 до 44 лет — 23,1 %; от 45 до 64 лет — 42,3 % и лиц старше 65 лет — 15,4 %. Средний возраст населения — 47 лет. На каждые 100 женщин приходится 121,3 мужчин; на каждые 100 женщин в возрасте старше 18 лет — 109,3 мужчин.
Средний доход на совместное хозяйство — $33 125; средний доход на семью — $41 250. Средний доход на душу населения — $20 482.
Динамика численности населения города по годам:
| 1930 | 1940 | 1950 | 1960 | 1970 | 1980 | 1990 | 2000 | 2010 |
| ---- | ---- | ---- | ---- | ---- | ---- | ---- | ---- | ---- |
| 210  | 188  | 140  | 109  | 86   | 138  | 94   | 104  | 131  |

## Транспорт
Город обслуживается гидроаэропортом Тенаки. Кроме того, имеется паромное сообщение, осуществляемое компанией Alaska Marine Highway.